# Naomi Schiff
Naomi Schiff (België, 18 mei 1994) is een Belgisch-Rwandese autocoureur.

## Carrière
Schiff begon haar autosportcarrière in het karting in 2007, waar zij tot 2011 in uitkwam. Zij nam voornamelijk deel aan kampioenschappen in Zuid-Afrika, waar zij opgroeide. Aan het eind van haar kartloopbaan reed zij een aantal internationale kampioenschappen. In 2010 debuteerde zij al in het formuleracing. Hierin nam zij deel aan drie raceweekenden van de Zuid-Afrikaanse Formule Volkswagen. Met twee zesde plaatsen op het Aldo Scribante Circuit en de Phakisa Freeway als beste klasseringen eindigde zij met 7 punten op de zeventiende plaats in het klassement. In 2011 reed zij in vier races van de Bridgestone Special Open Trophy, waarin zij geen punten scoorde.
Na in 2012 geen races te hebben gereden, keerde Schiff in 2013 terug in de autosport. Zij reed in diverse kampioenschappen; de Aziatische Ferrari Challenge, de Aziatische Formule Renault Challenge, de Chinese Renault Clio Cup, de Supercar Challenge Superlights en de Eurocup Formule Renault 2.0. In geen van alle kampioenschappen reed zij het volledige seizoen, maar in de Chinese Renault Clio Cup behaalde zij twee overwinningen uit vier races op het Chengdu International Circuit en het Guangdong International Circuit. In 2014 concentreerde zij zich volledig op de A-klasse van dit kampioenschap. In tien races behaalde zij acht overwinningen, waardoor zij met 318 punten overtuigend kampioen werd in deze klasse.
In 2015 reed Schiff opnieuw niet in een volledig seizoen van een kampioenschap; wel reed zij in drie races van de Euro Series by Nova Race, waarin zij op de Slovakiaring een podiumplaats behaalde, en in twee races van de Blancpain GT Sports Club. In 2016 reed zij in vier races van de Pro-klasse van de Competition102 GT4 European Series, met een zevende plaats op het Circuit de Pau-Ville als beste resultaat. In 2017 reed zij in acht races in de Silver Cup-klasse van de GT4 European Series Northern Cup, met een zesde plaats op de Slovakiaring als beste klassering. In 2018 werd zij tweede in de Cup X-klasse van de 24 uur van de Nürburgring in een team dat volledig bestond uit vrouwen.
In 2019 werd Schiff geselecteerd als een van de achttien coureurs in het eerste seizoen van de W Series, een kampioenschap waar enkel vrouwen aan deelnemen.